# Улица Лётчика Полагушина
Улица Лётчика Полагу́шина — улица в Зеленоградском административном округе города Москвы, на территории районов Силино и Матушкино. Проходит от Панфиловского проспекта до Центрального проспекта.

## Происхождение названия
Улица названа 27 июня 2006 года в честь Николая Ивановича Полагу́шина (1923—1999) — полковника Советской Армии, участника Великой Отечественной войны, Героя Советского Союза. Прежнее название — проезд № 4912

## Описание
Километровая улица соединяет два зеленоградских проспекта – Панфиловский и Центральный. Её западная часть проходит мимо Зеленоградского лесопарка, а восточная занята преимущественно жилой застройкой. Движение двустороннее, однополосное в обоих направлениях.

## Транспорт
По улице не проходят маршруты наземного транспорта.